# Manhattan Theatre Club
Le Manhattan Theatre Club (MTC) est une compagnie théâtrale fondée en 1970 et basée à New York. Sous la direction du directeur artistique Lynne Meadow et du producteur exécutif Barry Grove, Manhattan Theatre Club est devenu l'un des organismes de théâtre les plus acclamés du pays.
Le Manhattan Theatre Club a obtenu de nombreux prix notamment quinze Tony Awards, six prix Pulitzer, 47 prix Obie et 29 Drama Desk Awards, ainsi que de nombreux Outer Critics Circle Awards, Outer Critics Circle et Theatre World Awards. MTC a remporté le prix Lucille Lortel (en) pour réalisations exceptionnelles, un Drama Desk d'excellence exceptionnelle, et un Theatre World pour réalisations exceptionnelles.
MTC produit des pièces et comédies musicales sur Broadway et off-Broadway.